# Tour Midi-Pyrénées 1983
Il Tour Midi-Pyrénées 1983, settima edizione della corsa, si svolse dal 29 marzo al 1º aprile su un percorso di 532 km ripartiti in 3 tappe (la prima suddivisa in due semitappe) più un cronoprologo, con partenza da Castres e arrivo a Colomiers. Fu vinto dal francese Gilbert Duclos-Lassalle della Peugeot-Shell-Michelin davanti al suo connazionale Charly Mottet e all'irlandese Stephen Roche.

## Tappe
| Tappa  | Data      | Percorso                              | km  | Vincitore di tappa      | Leader cl. generale     |
| ------ | --------- | ------------------------------------- | --- | ----------------------- | ----------------------- |
| Prol.  | 29 marzo  | Castres > Castres (cron. individuale) | 2,6 | Gilbert Duclos-Lassalle |                         |
| 1ª-1ª  | 30 marzo  | Albi > Valence-d'Agen                 | 124 | Francis Castaing        |                         |
| 1ª-2ª  | 30 marzo  | Valence-d'Agen > Auch                 | 67  | Francis Castaing        |                         |
| 2ª     | 31 marzo  | Séméac > Saint-Gaudens                | 170 | Charly Mottet           |                         |
| 3ª     | 1º aprile | Saint-Gaudens > Colomiers             | 168 | Bernard Hinault         | Gilbert Duclos-Lassalle |
| Totale | Totale    | Totale                                | 532 |                         |                         |

## Dettagli delle tappe

### Prologo
- 29 marzo: Castres > Castres (cron. individuale) – 2,6 km

| Pos. | Corridore               | Squadra       | Tempo |
| ---- | ----------------------- | ------------- | ----- |
| 1    | Gilbert Duclos-Lassalle | Peugeot       | 3'25" |
| 2    | Jean-René Bernaudeau    | Wolber-Spidel | a 3"  |
| 3    | Jacques Michaud         | Coop          | a 5"  |

| Pos. | Corridore | Squadra | Tempo |
| ---- | --------- | ------- | ----- |

### 1ª tappa - 1ª semitappa
- 30 marzo: Albi > Valence-d'Agen – 124 km

| Pos. | Corridore         | Squadra  | Tempo    |
| ---- | ----------------- | -------- | -------- |
| 1    | Francis Castaing  | Peugeot  | 3h26'49" |
| 2    | Benny Van Brabant | Splendor | s.t.     |
| 3    | Sean Kelly        | Sem      | s.t.     |

| Pos. | Corridore | Squadra | Tempo |
| ---- | --------- | ------- | ----- |

### 1ª tappa - 2ª semitappa
- 30 marzo: Valence-d'Agen > Auch – 67 km

| Pos. | Corridore         | Squadra     | Tempo    |
| ---- | ----------------- | ----------- | -------- |
| 1    | Francis Castaing  | Peugeot     | 1h46'44" |
| 2    | Benny Van Brabant | Splendor    | s.t.     |
| 3    | Vincent Barteau   | Renault-Elf | s.t.     |

| Pos. | Corridore | Squadra | Tempo |
| ---- | --------- | ------- | ----- |

### 2ª tappa
- 31 marzo: Séméac > Saint-Gaudens – 170 km

| Pos. | Corridore               | Squadra     | Tempo    |
| ---- | ----------------------- | ----------- | -------- |
| 1    | Charly Mottet           | Renault-Elf | 4h27'12" |
| 2    | Jerome Simon            | La Redoute  | a 1"     |
| 3    | Gilbert Duclos-Lassalle | Peugeot     | s.t.     |

| Pos. | Corridore | Squadra | Tempo |
| ---- | --------- | ------- | ----- |

### 3ª tappa
- 1º aprile: Saint-Gaudens > Colomiers – 168 km

| Pos. | Corridore         | Squadra     | Tempo    |
| ---- | ----------------- | ----------- | -------- |
| 1    | Bernard Hinault   | Renault-Elf | 4h04'35" |
| 2    | Dominique Sanders | Sem         | s.t.     |
| 3    | Francis Castaing  | Peugeot     | s.t.     |

| Pos. | Corridore               | Squadra     | Tempo     |
| ---- | ----------------------- | ----------- | --------- |
| 1    | Gilbert Duclos-Lassalle | Peugeot     | 13h48'48" |
| 2    | Charly Mottet           | Renault-Elf | a 7"      |
| 3    | Stephen Roche           | Peugeot     | a 9"      |

## Classifiche finali

### Classifica generale
| Pos. | Corridore               | Squadra                | Tempo     |
| ---- | ----------------------- | ---------------------- | --------- |
| 1    | Gilbert Duclos-Lassalle | Peugeot-Shell-Michelin | 13h48'48" |
| 2    | Charly Mottet           | Renault-Elf            | a 7"      |
| 3    | Stephen Roche           | Peugeot-Shell-Michelin | a 9"      |
| 4    | Jerome Simon            | La Redoute-Motobecane  | a 15"     |
| 5    | Bernard Hinault         | Renault-Elf            | a 26"     |
| 6    | Pascal Simon            | Peugeot-Shell-Michelin | a 28"     |
| 7    | Jean-René Bernaudeau    | Wolber-Spidel          | a 2'32"   |
| 8    | Phil Anderson           | Peugeot-Shell-Michelin | a 2'34"   |
| 9    | Régis Clère             | Coop-Mercier-Mavic     | a 2'42"   |
| 10   | Jonathan Boyer          | Sem-France-Loire-Mavic | s.t.      |